# 莎木3
《莎木3》是2019年11月19日發售的开放世界动作冒险游戏，对应PlayStation 4和Microsoft Windows平台，由Ys Net开发，Deep Silver发行。
2025年8月18日，Ys Net及发行商ININ Games宣布《莎木3 增强版》未来将登陆Microsoft Windows、PlayStation 5、Xbox Series X/S及“任天堂”平台。为系列作品首次登陆任天堂主机。
游戏背景接續2代結束時的1987年，讲述年轻武术家芭月凉，为調查父親遭殺害的緣由與追兇而来到中国的故事。遊戲場景發生在桂林，主角在遊戲裡虛構的白鹿村與鳥舞鎮活動。

## 劇情簡介
莎木III承接上一代結尾，涼與莎花來到了莎花父親袁師傅工作的採石場，卻發現父親失蹤。為了尋找袁師傅的下落，莎花和涼在白鹿村打聽石雕師的線索，途中涼知道了其父親芭月巖與趙孫明的關係，也知道了鳳凰鏡的歷史。涼在探索路上不斷遇到磨煉，在得知袁師傅被帶到灕江沿岸的港口城市鳥舞後，涼和莎花便出發前往鳥舞尋找袁師傅，同時追尋殺父仇人藍帝、鳳凰鏡以及自己身世的秘密。

## 製作歷程
前两部《莎木系列》本傳游戏由SEGA开发，主要在Dreamcast平台发行（2代曾移植Xbox）。初代《莎木 一章 横须贺》在1999年推出後登上了歷來最高成本电子游戏的位置，製作人鈴木曾表示開發費達4700万美元（50億日圓），此紀錄維持了超過8年才遭打破。虽然立下開放世界作品先河的遊戲系統得到了評價，但商業上銷售數字無法收回投入的成本，導致自第二作《莎木II》發行的2001年起，沉寂14年后才有系列本傳的續作——《莎木3》展開製作的消息。
2015年《莎木系列》製作人鈴木裕自SEGA得到莎木IP的使用許可後，6月铃木的公司YsNet宣布通过Kickstarter平台为《莎木3》的製作募资。游戏在9小时内達到製作方預設的200万美元最低門檻，約1個月的募资结束後已超过633万美元，金额为利用Kickstarter平台的電玩遊戲中第1位。2016年3月，《莎木3》的中文官方网站上線，并开启针对中国大陆的支付宝匯款功能繼續募資，在中文官网上也透露根据众筹的款项会考虑新增中文版本的發行。2018年12月16日，在厦门举行的游戏体验展“核聚变Tour”上，铃木裕确认了本作在中国大陆将交由腾讯Wegame和绿洲游戏分别发行Windows版本和PlayStation 4版本。
順應《莎木3》企劃的推行，SEGA於2018年8月21日發行了《莎木I&II》的HD版合輯，且為系列首次官方中文化。

### 爭議
Ys Net在製作尾聲時，透過募資平台Kickstarter宣布，《莎木3》PC版本將會獨家在Epic Games商城發售；由於《莎木3》使用Epic Games引擎開發，他們獲得Epic很多支持，加上為了給予PC平台上最好的體驗，他們在與發行商DeepSilver多次討論後，決定Epic Games商城會是PC版最好的發行平台選擇；但因為先前官方承諾會於Steam等平台登陸及發售遊戲，玩家沒有在事先收到知會就切換了遊戲平台而感到背叛和欺騙，結果此舉引起了原先遊戲支持者的強烈負面回應。有人士就此要求退款，但官方回覆指：「雖然就突然改變遊戲平台表示歉意，但不會就此退款。」

## 评价
| 汇总媒体   | 得分   |
| ---------- | ------ |
| Metacritic | 70/100 |

| 媒体          | 得分  |
| ------------- | ----- |
| Destructoid   | 7/10  |
| Game Informer | 6/10  |
| GamesRadar+   | 4/5   |
| GameSpot      | 5/10  |
| IGN           | 5.9   |
| Fami通        | 32/40 |
| IGN日本       | 9/10  |
| IGN意大利     | 7/10  |

《莎木3》在發售後獲得了媒體好壞參半的評價。根據Metacritic的匯總得分，游戏的PlaStation 4版本依據52份評論平均為70分。
GamesRadar的編輯Justin Towell給予遊戲4/5分，認為遊戲創造出了一個讓人驚嘆的豐富世界。IGN的Kyle Hilliard則給出5.9/10分，提到雖然很開心能夠玩到《莎木3》，但過時的表現和與前作相比略有不足的戰鬥系統卻很影響遊戲體驗。